# 赛普特
赛普特（英語：Sceptre），是一家成立于美国加州工业市的私营电器制造商。赛普特主要生产LED、LCD、4K高清显示器。其他产品包括音频、行车记录仪、汽车电池等。赛普特公司也生产CRT电视、笔记本电脑、触摸屏、CRT显示器、无线网络产品、USB闪存和照相机。